# موسیقی سری فیلم‌های ارباب حلقه‌ها
موسیقی مجموعه فیلم‌های ارباب حلقه‌ها بین سال های ۲۰۰۰ تا ۲۰۰۴ توسط هاوارد شور ساخته، ارکستراسیون ، رهبری و تولید شد تا در سری فیلم‌های ارباب حلقه‌ها ساخته پیتر جکسون که بر اساس رمان فانتزی از جی. آر. آر. تالکین به همین نام نوشته شده بود و ساخته شد استفاده شود. از نظر طول موسیقی، اندازه نیروهای صحنه‌سازی شده، سازبندی غیرمعمول، تکنوازان برجسته، انبوه سبک‌های موسیقی و تعداد مضامین موسیقی تکراری استفاده شده قابل توجه است.
هاوارد برای این سه‌گانه، موسیقی‌های فراوانی نوشت و عملاً تمام طول فیلم را آهنگ‌سازی کرد. بیش از ۱۳ ساعت موسیقی (شامل نسخه‌های جایگزین مختلف) در قالب‌های مختلف منتشر شده است. شور قصد داشت موسیقی را به صورت اپرایی و با حس قدمت بسازد. او از یک گروه عظیم شامل یک ارکستر سمفونیک بزرگ (به‌طور خاص ارکستر فیلارمونیک لندن)، گروه‌های مختلف ساز، گروه کر، و سولیست‌های آوازی و سازی استفاده کرد، گروه اجرایی او شامل ۲۳۰ تا ۴۰۰ نوازنده می‌شد.
موسیقی این مجموعه با  به دست آوردن سه جایزه اسکار، دو جایزه گلدن گلوب و سه جایزه گرمی تبدیل به موفق‌ترین اثر در حرفه هاوارد شور شد، علاوه بر سایر نامزدهای دریافت جوایز. برخی از تم‌ها یا لایت‌موتیف‌های او (مانند تم شایر) به‌طور جداگانه در میام عامه به محبوبیت رسیدند. موسیقی این مجموعه توجه موسیقی‌شناسان و محققان آثار تالکین را به خود جلب کرده است. این آثار توسط گروه‌های کُر و ارکسترها در سراسر جهان به‌عنوان قطعات سمفونی، سوئیت‌های کنسرت و کنسرت‌های زنده همراه با نمایش فیلم اجرا می‌شوند. شور از موسیقی‌شناس داگ آدامز دعوت کرد تا فرآیند ساخت موسیقی را مشاهده کند و آن را در کتابی با عنوان «موسیقی فیلم‌های ارباب حلقه‌ها» در سال ۲۰۱۰ مستند کند. این کتاب تم‌های متعددی از موسیقی متن را شناسایی کرده و توضیح می‌دهد که این تم‌ها چگونه در هر یک از صحنه‌های سه‌گانه فیلم به کار رفته‌اند.
موسیقی متن این مجموعه فیلم‌ها توسط یک نظرسنجی شنوندگان ایستگاه رادیویی کلاسیک اف‌ام به مدت شش سال متوالی به‌عنوان بهترین موسیقی متن تاریخ انتخاب شد.

## پیش زمینه
ارباب حلقه‌ها یک رمان فانتزی است که توسط زبان‌شناس و نویسنده انگلیسی، جی. آر. آر. تالکین نوشته شده است. این کتاب بین سال‌های ۱۹۵۴ تا ۱۹۵۵ منتشر شد و با فروش بیش از ۱۵۰ میلیون نسخه به یکی از محبوب‌ترین کتاب‌های قرن بیستم تبدیل شد. این مجموعه حداقل به ۵۸ زبان زنده دنیا ترجمه شده است.
پیتر جکسون، کارگردان نیوزیلندی، بر اساس این کتاب یک مجموعه فیلم ساخت. هر سه فیلم به‌طور همزمان فیلم‌برداری شدند و بین سال‌های ۲۰۰۱ تا ۲۰۰۳ منتشر شدند که استقبال زیادی از آن‌ها شد. مجموع فروش سه فیلم در جهان بیش از ۲.۹ میلیارد دلار بود.